# (1576) Fabiola
(1576) Fabiola – planetoida z pasa głównego asteroid okrążająca Słońce w ciągu 5 lat i 209 dni w średniej odległości 3,14 au. Została odkryta 30 września 1948 roku w Observatoire Royal de Belgique w Uccle przez Sylvaina Arenda. Nazwa planetoidy pochodzi od Fabioli de Mora (1928-2014), królowej Belgów. Przed nadaniem nazwy planetoida nosiła oznaczenie tymczasowe (1576) 1948 SA.